# El vicario de Wakefield
El vicario de Wakefield (en inglés original, The Vicar of Wakefield) – subtitulado Un cuento, supuestamente escrito por él mismo (A Tale, Supposed to be written by Himself) – es una novela del escritor irlandés Oliver Goldsmith (1728–1774). Fue escrita desde 1761 hasta 1762 y publicado en 1766. Fue una de las novelas del siglo XVIII más populares y ampliamente leídas entre los victorianos.

## Publicación
El Dr. Samuel Johnson, uno de los amigos más íntimos de Goldsmith, contó cómo se logró vender El vicario de Wakefield para publicarse: 

Recibí una mañana un mensaje del pobre Goldsmith que estaba muy angustiado, y, como no podía venir a verme, me rogaba que yo fuera donde él tan pronto como me fuera posible. Le envié una guinea, y le prometí ir a verlo directamente. En consecuencia fui tan pronto como me vestí, y me encontré con que su casera lo había arrestado por su renta, por lo que estaba en un estado de ánimo violento: noté que ya había cambiado mi guinea, y tenía una botella de madeira y un vaso delante de él. Puse el corcho en la botella, deseé que se calmara y empecé a hablarle de qué modo podría salir de aquello. Entonces me dijo que tenía una novela preparada para la prensa, que me enseñó. Lo miré, vi su mérito; le dije a la casera que pronto volvería; y habiendo ido a un librero, lo vendí por sesenta libras. Le llevé el dinero a Goldsmith, y pagó la renta, no sin reñir a su casera en un tono alto por haberlo tratado tan mal.

La novela era El vicario de Wakefield, y Johnson la había vendido a Francis Newbery, un sobrino de John. Newbery «la guardó durante casi dos años, sin publicar».
Fue más tarde ilustrada por ilustrador inglés Arthur Rackham (1867-1939) para la edición de 1929.

## Sinopsis

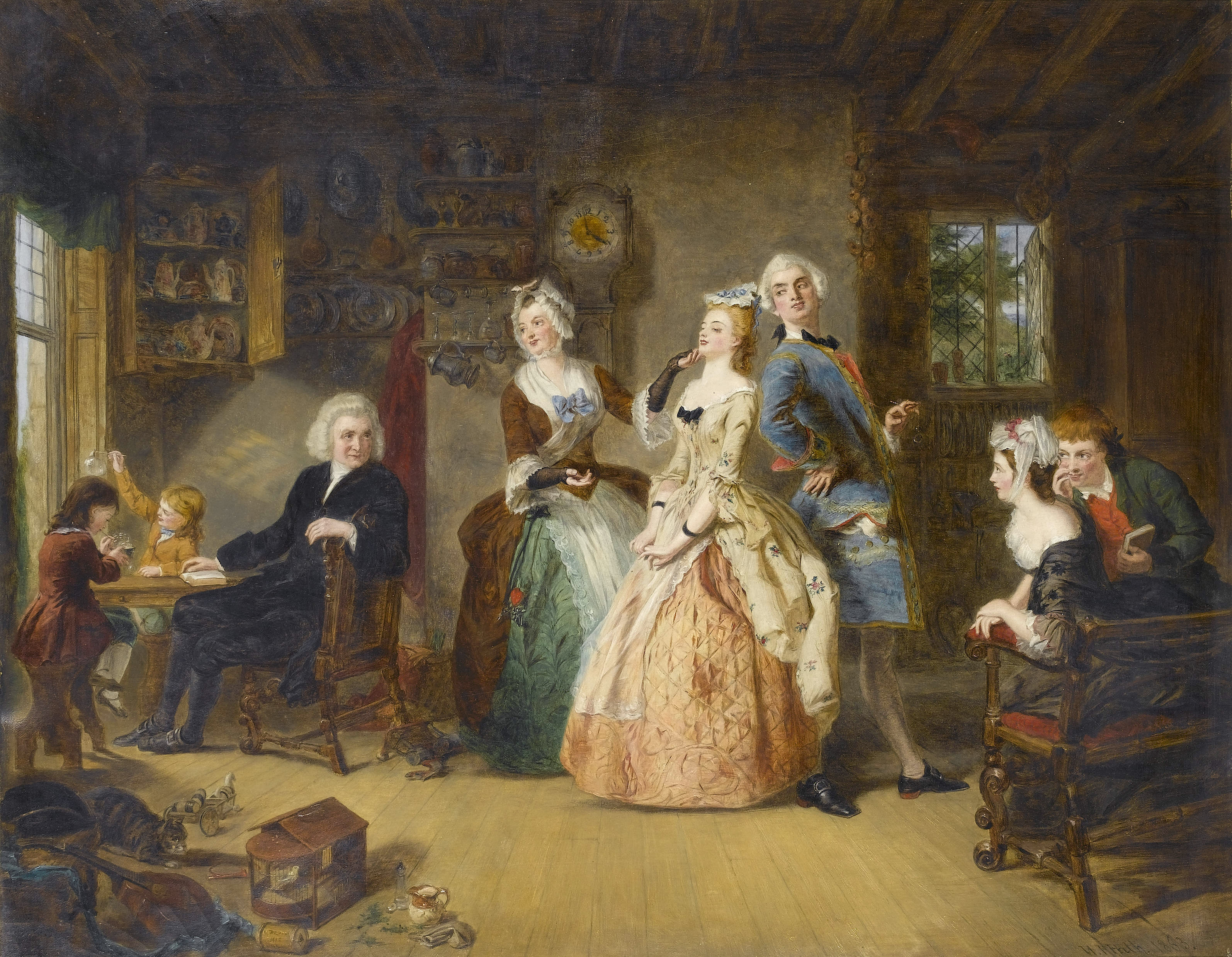
William Powell Frith: Measuring Heights, 1863 (Una escena del capítulo 16: Olivia Primrose y el caballero Thornhill están espalda contra espalda, de manera que la señora Primrose puede determinar quién es más alto.)

El vicario – Dr. Charles Primrose – vive una vida idílica en una parroquia rural con su esposa Deborah, su hijo George, las hijas Olivia y Sophia, y otros tres hijos (Moses, Dick y Bill). Es rico debido a que invirtió una herencia que había recibido de un pariente, y dona las 35 libras de su salario anual a los huérfanos y veteranos de guerra locales. En la tarde de la boda de George con la rica Arabella Wilmot, el vicario pierde todo su dinero por la bancarrota de su inversor que ha dejado la ciudad repentinamente.
El padre de Arabella suspendió la boda, quien es conocido por su prudencia con el dinero. George, que había sido educado en Oxford y es suficientemente mayor para ser considerado un adulto, es enviado a la ciudad. El resto de la familia se traslada a una parroquia nueva y más humilde, en la tierra del caballero Thornhill, quien es conocido como un ligón. En el camino, oyen sobre la dudosa reputación de su nuevo casero. También, se hicieron referencias al tío del caballero, Sir William Thornhill, quien es conocido por todo el país por su valía y generosidad.
Un amigo pobre y excéntrico, el señor Burchell, a quien conocen en una posada, salva a Sophia de ahogarse. Al instante, ella se siente atraída por él, pero su ambiciosa madre no anima sus sentimientos.
Entonces le sigue un período de feliz vida familiar, interrumpida solo por las visitas regulares del apuesto caballero Thornhill y el señor Burchell. Olivia queda cautivada por el superficial encanto de Thornhill, pero él también anima las ambiciones sociales de la señora Primrose y sus hijas hasta un grado ridículo.
Finalmente, se dice que Olivia ha huido. Primero se sospecha de Burchell, pero después de una larga persecución, el Dr. Primrose descubre que su hija había sido en realidad engañada por el caballero Thornhill. Él planeó casarse con ella en una ceremonia falsa y dejarla poco después, como había hecho antes con otras mujeres.
Cuando Olivia y su padre regresan a casa, encuentran que está en llamas. Aunque la familia ha perdido casi todas sus pertenencias, el malvado caballero Thornhill insiste en que le paguen la renta. Como el vicario no puede, lo llevan a prisión.
Después hay una cadena de terribles incidentes. Cuentan que la hija del vicario, Olivia, ha muerto, Sophia es raptada, y a George pronto lo mandan a prisión encadenado y cubierto de sangre, pues había desafiado a Thornhill a un duelo cuando él oyó hablar de su perversidad.
Pero entonces llega el señor Burchell y resuelve todos los problemas. Rescata a Sophia, Olivia no está muerta, y resulta que el señor Burchell es en realidad el digno Sir William Thornhill, que viaja por el país disfrazado. Al final, hay una doble boda: George se casa con Arabella, como pretendía desde el principio, y Sir William Thornhill se casa con Sophia. El criado del señor Thornhill rresulta que le engañó, y de esa manera el matrimonio de comedia entre el caballero y Olivia es real. Finalmente, incluso la riqueza del vicario es restaurado, pues se descubre dónde está el comerciante en bancarrota.

## Estructura y técnica narrativa
El libro está formado por 32 capítulos que se dividen en tres partes:
- Capítulos 1  –  3: comienzo
- Capítulos 4  – 29: parte principal
- Capítulos 30 – 32: final

En el capítulo 17, cuando se dice que Olivia ha huido, puede considerarse como el clímax, así como el punto de inflexión esencial de la novela. Desde el capítulo 17 en adelante, cambia de un relato cómico sobre la vida rural del siglo XVIII a un patético melodrama con rasgos didácticos.
Hay unas pocas interpolaciones de diferentes géneros literarios, como poemas, historias o sermones, que amplían el punto de vista restringido del narrador en primera persona y sirven como fábulas didácticas.
La novela puede ser considerada como una memoria ficticia, pues es relatada por el propio vicario mediante retrospección.

## Personajes principales

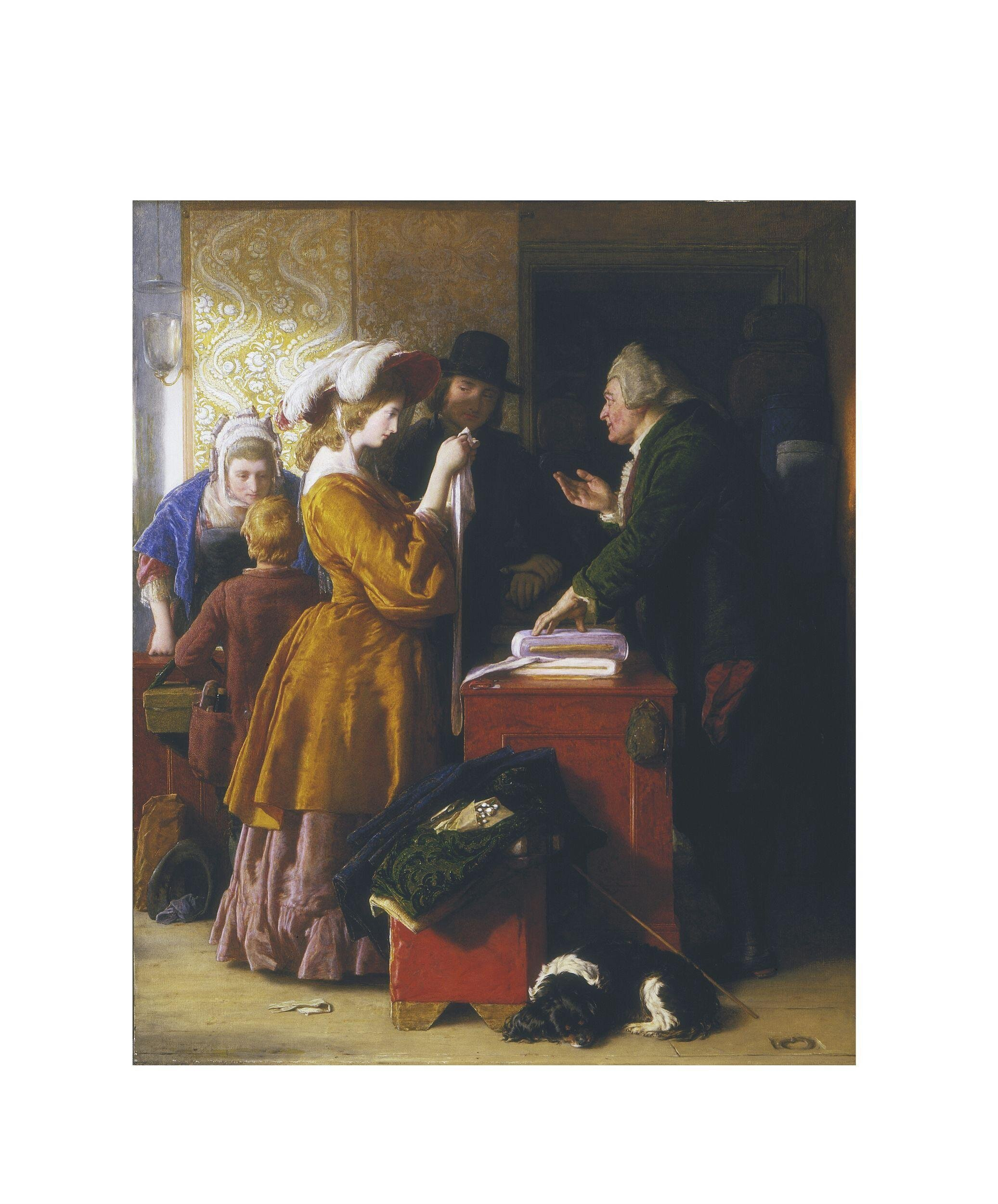
Eligiendo el vestido de boda por William Mulready, una ilustración del capítulo 1

### Charles Primrose
Él es el vicario del título, y el narrador de la historia. Presenta uno de las figuras más inofensivamente simples y nada sofisticadas de la ficción inglesa y, aun así, irónicamente complejas. Tiene un temperamento suave e indulgente, como se ve cuando perdona a su hija Olivia con los brazos abiertos. Es un amante esposo y un padre de seis hijos sanos y en la flor de la vida. Sin embargo, aunque normalmente tiene un talante dulce y benevolente, a veces puede ser un poco tonto, obcecado o vano. Por ejemplo, está obsesionado con una materia de doctrina eclesiástica particularmente oscura, y no muy importante. Uno de sus «temas favoritos», declara, es el matrimonio, y explica que él está orgulloso de ser un «estricto monogamista». Sin el menor tacto defiende sus «principios» a la cara de un violento desacuerdo con el vecino que pronto será el suegro de su hijo: «... fui llamado por un amigo mío, quien, con expresión seria, me aconsejó que aplazara la disputa por lo menos hasta que mi hijo estuviese casado». Sin embargo, él, enojado, exclama que él no va a «abandonar la causa de la verdad», y ardientemente dice «Aconsejarme que renuncie a mi argumento es como si me aconsejara que renunciase a mi fortuna». Esto es irónico, pues inmediatamente después descubre que su fortuna se ha quedado prácticamente en nada. Esto hace que el señor Wilmot rompa el proyectado matrimonio con el hijo del señor Primrose, George y la señorita Arabella Wilmot, y así la felicidad de su hijo queda casi destrozada. A veces está orgulloso cuando presume de su habilidad en la argumentación, y a menudo juzga mal a los amigos y vecinos de su familia. Sin embargo, a pesar de todas sus faltas, es afectuoso, leal, paciente, cariñoso y, en esencia, bueno.

### Deborah Primrose
La esposa del Dr. Charles Primrose es leal, aunque con ideas propias. Tiene cierta vanidad, sin embargo: tiene una «pasión» por las ropas, y se la ve haciendo un wash (una especie de loción) para sus hijas. También está ansiosa de ver a sus hijas espléndidamente casadas, y esta ambición a veces la ciega. El Dr. Charles Primrose se refiere a su esposa como «buena chica, muy apreciada por todos; pocas señoras de la campiña podían alardear de tener mejor educación. Sabía leer, sin titubear mucho, cualquier libro inglés; pero en lo tocante a la cocina, hacer conservas de frutas y verduras y preparar sabrosas confituras, ninguna la superaba». Ella está aún más orgullosa de sus hijos que su marido, especialmente de sus bellas hijas.

### Olivia y Sophia Primrose
Su padre originalmente deseó llamarlas como su tía Grissel, pero hubo consideraciones que se lo impidieron. Eran afectuosas, generalmente cumplidoras del deber. De sus hijas, el vicario dice «Olivia... tenía aquella lozana belleza con que los pintores representan , por lo general, a la diosa Hebe; era franca, viva e imperiosa. Las facciones de Sofía no llamaban tanto la atención al principio, pero solían impresionar más tarde, porque eran suaves, modestas y seductoras. La una triunfaba al primer golpe de vista; la otra por esfuerzos repetidos... Olivia deseaba tener muchos adoradores; Sofía, asegurar uno. Olivia mostraba grandes deseos de agradar; Sofía disimulaba sus encantos por temor a herir susceptibilidades».
Ambas reflejan la naturaleza bonachona de su padre de la misma manera, aunque se inclinan a algún fallo ocasional; Olivia se escapa con el señor Thornhill precipitada por una pasión impetuosa, e incluso Sofía, más sensata, se le une a la hora de hacer un wash para ella y vestirse en ropas a la moda.

## Recepción
En los libros de historia de la literatura, El vicario de Wakefield es a menudo descrita como una novela sentimental, que muestra la creencia en la bondad innata de los seres humanos. Pero también puede leerse como una sátira  de la novela sentimental y sus valores, pues los valores del vicario son aparentemente incompatibles con el mundo «pecaminoso» real. Es solo gracias a la ayuda de Sir William Thornhill que consigue salir de sus calamidades. Más aún, se puede establecer un paralelismo entre el sufrimiento del señor Primrose y el Libro de Job. Esto es particularmente relevante en relación con la cuestión de por qué existe el mal.
La novela es mencionada en Middlemarch de George Eliot, la Vida de Henry Brulard de Stendhal, «El arte de tener razón» de Arthur Schopenhauer, Emma de Jane Austen, Historia de dos ciudades y David Copperfield ambas de Charles Dickens, Frankenstein de Mary Shelley, The Heavenly Twins de Sarah Grand, El profesor y Villette de Charlotte Brontë, Mujercitas de Louisa May Alcott y en las obras de Johann Wolfgang von Goethe Las penas del joven Werther, así como su Dichtung und Wahrheit. Goethe escribe:

«Ahora Herder vino, y junto con su gran conocimiento trajo muchas otras ayudas y además las últimas publicaciones. Entre estos nos anunció que El vicario de Wakefield era una obra excelente, con una traducción al alemán con la que nos familiarizó leyéndonosla en alto él mismo... Un clérigo rural protestante es, quizás, el sujeto más beatífico para un idilio moderno; él aparece, como Melquisedec, como sacerdote y rey en una persona». The Autobiography of Johann Goethe, p. 368ff

## Adaptaciones
Se produjeron adaptaciones al cine mudo de la novela: en 1910, en 1913, y en 1916.